# 船尾
船尾（Stern），又写作艉、船艉、舰艉，是船身的最尾部。相应的船身最前端则称为船首（或艏、船艏）。

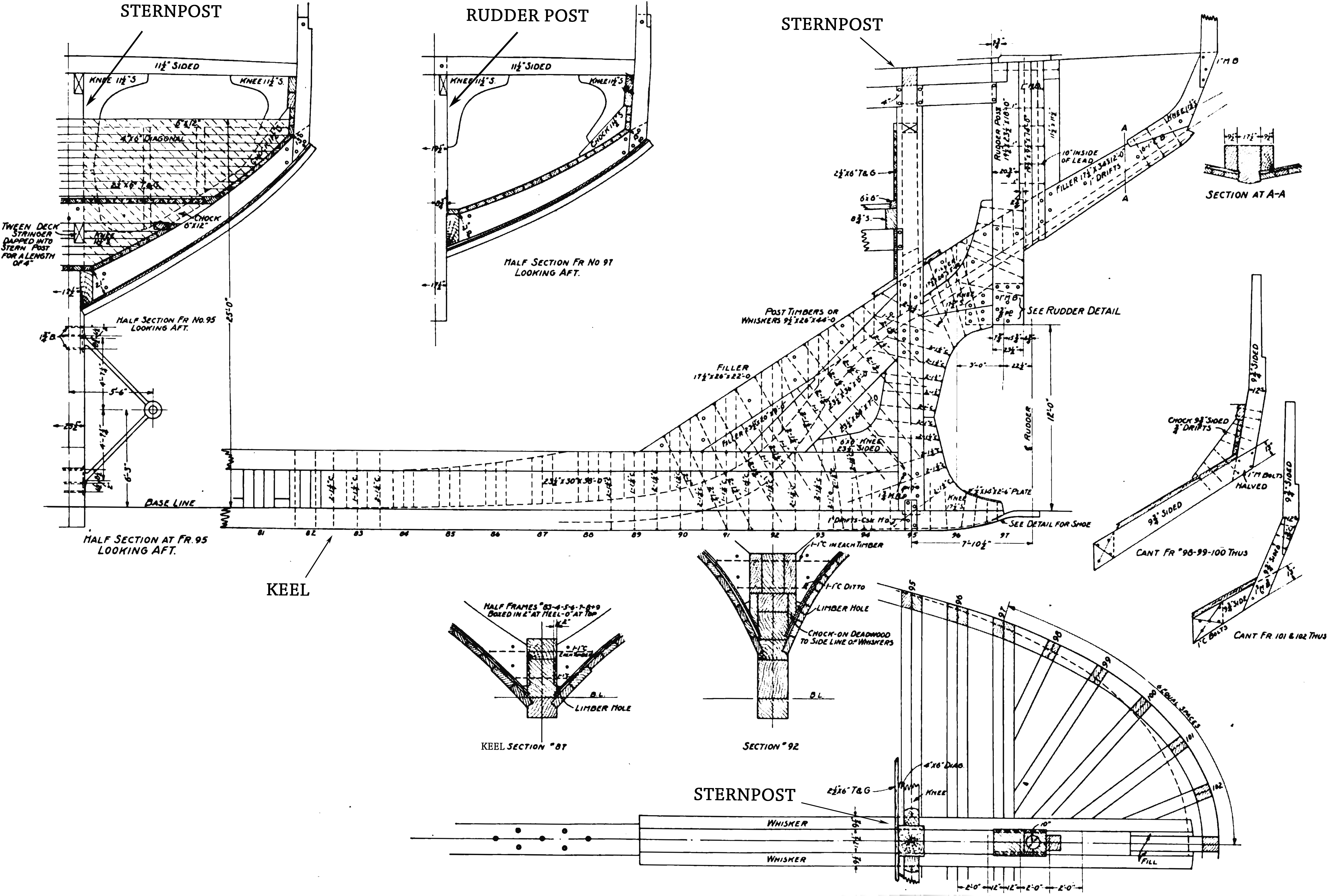
椭圆船尾的细节设计图

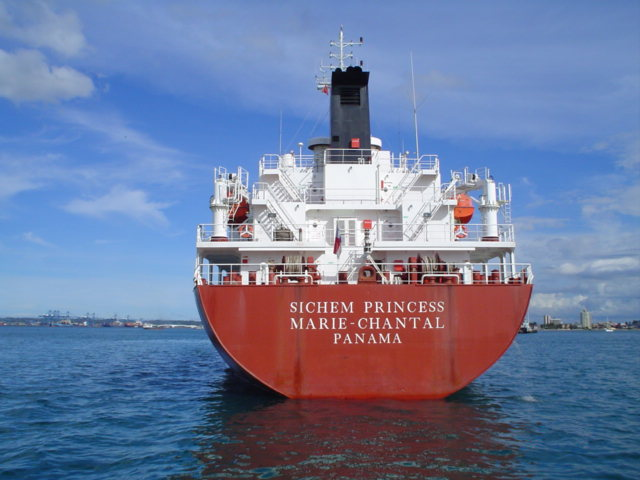
货船舍根公主玛丽香妲儿号（Sichem Princess Marie-Chantal）的船尾，標示船名及船籍港

## 类型

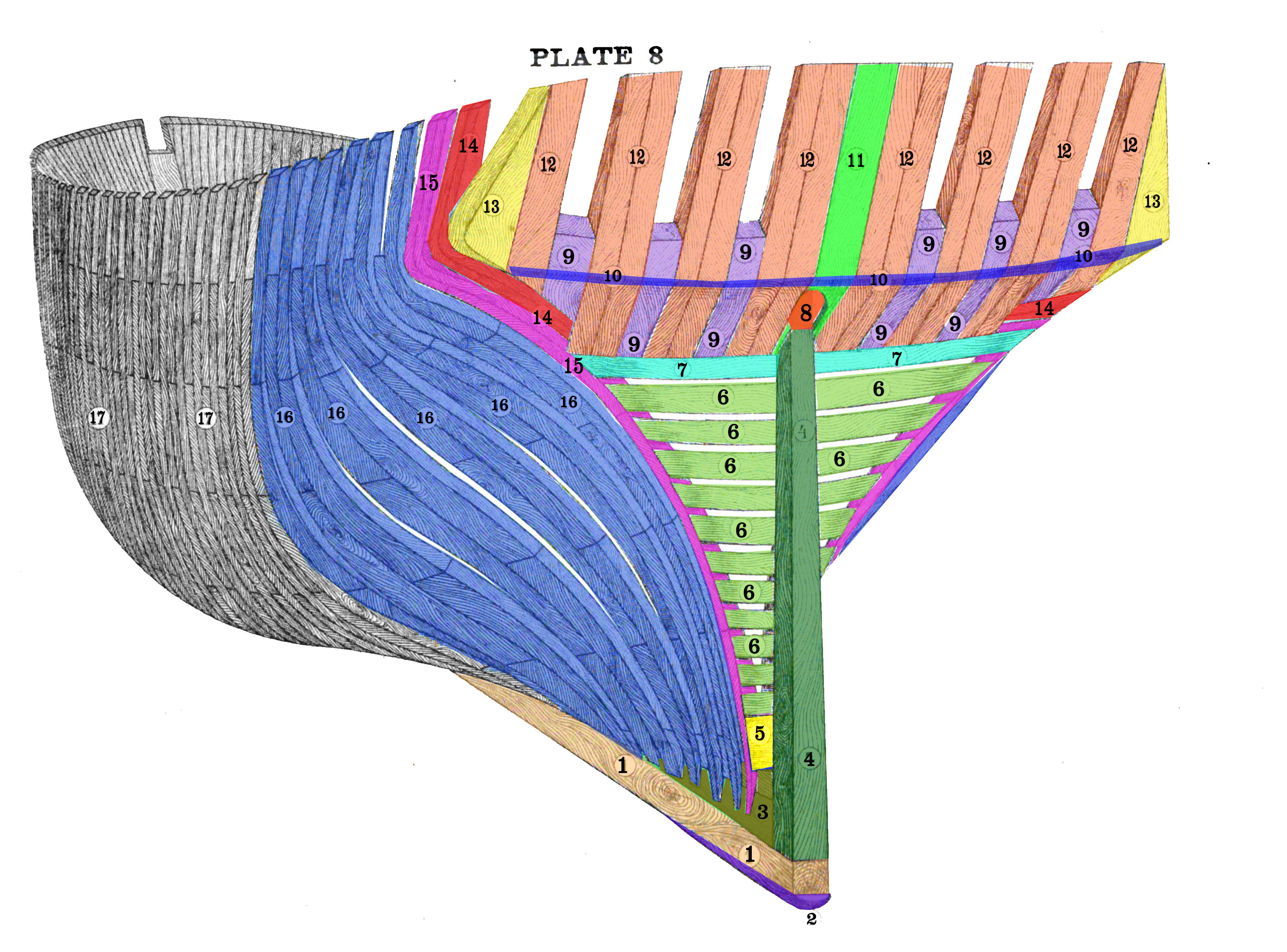
1.龙骨（肉色）2.导流尾鳍（深紫色）3.呆木（草绿色）4.艉柱（深绿色）5.楔子（宝蓝色）6.填充横楣（浅黄绿色）7.翼楣（浅蓝绿色）8.舵口（橙红色）9.艉肋（紫色）10.边线（深蓝色）11.角木（薄荷绿）12.艉木（杏色）13.侧艉肋（黄色）14.四角木（天蓝色）15.定型木（桃红色）16.斜架（蓝色）17.方形船身架（未上色）

西方传统的木质帆船的船尾主要有两种类型：方形船尾和椭圆船尾。
方形船尾的英文transom也指船尾平面上的艉楣，引申代指其形成的船尾部的方形平面（或微曲面）。传统的方形船尾上方是船长室，在15到18世纪期间，这个部分不断变得更加繁冗，给船身增加了多余的负担。方形船尾的构造主要由艉柱（sternpost）、翼楣（wing transom）、定型木（fashion timber）定型。 定型木界定了船身和船尾，船尾主要包含两种类型的木材：艉楣和艉肋。前者是搭在艉柱上横向放置的木材，后者是从翼楣往上竖直方向的的木材。
1817年，英国海军设计师罗伯特赛平斯爵士（Sir Robert Seppings）最早发明了圆形船尾。之前的方形船尾很容易成为敌方炮火的目标，而且无法承载过重的船尾炮。但赛平斯的设计舵头外露，很多人觉得太难看了，所以很快被椭圆船尾所取代。美国最早于1820年开始制造椭圆船尾的战舰，比英国还早10年。这个改进的椭圆船尾是威廉赛蒙斯爵士提出的。从龙骨上直接伸出一组竖直的木材（称为whiskers，horn timbers或fan tail timbers）
上方固定于在艉柱周围，并在水线上方空出一个操舵开口。横向的木材在这些whiskers上以45度角安装，使船尾外观形成弧形。椭圆船尾在风帆时代发明以来一直很受欢迎，进入蒸汽时代之后仍被用于一些民用和军用的船只设计中。
当木质帆船逐渐被钢铁舰船取代，新型的船尾设计巡洋舰艉（cruiser stern）应运而生。该设计最早用于军舰，其设计目的主要是保护船舵，将其隐藏在装甲之下，船艉部不再是一块平面，而成为一个流线延伸线的端点。后来人们发现这个设计减小了船只航行的阻力，因而在两次世界大战期间，商用船也开始广泛采用这一设计。
以上这三种设计在当代舰船中仍被采用。并发展了一些变种。

## 装置
日落后船舶的船尾需开启白色航行灯。船尾會懸掛船隻註冊國的國旗。

## 图片

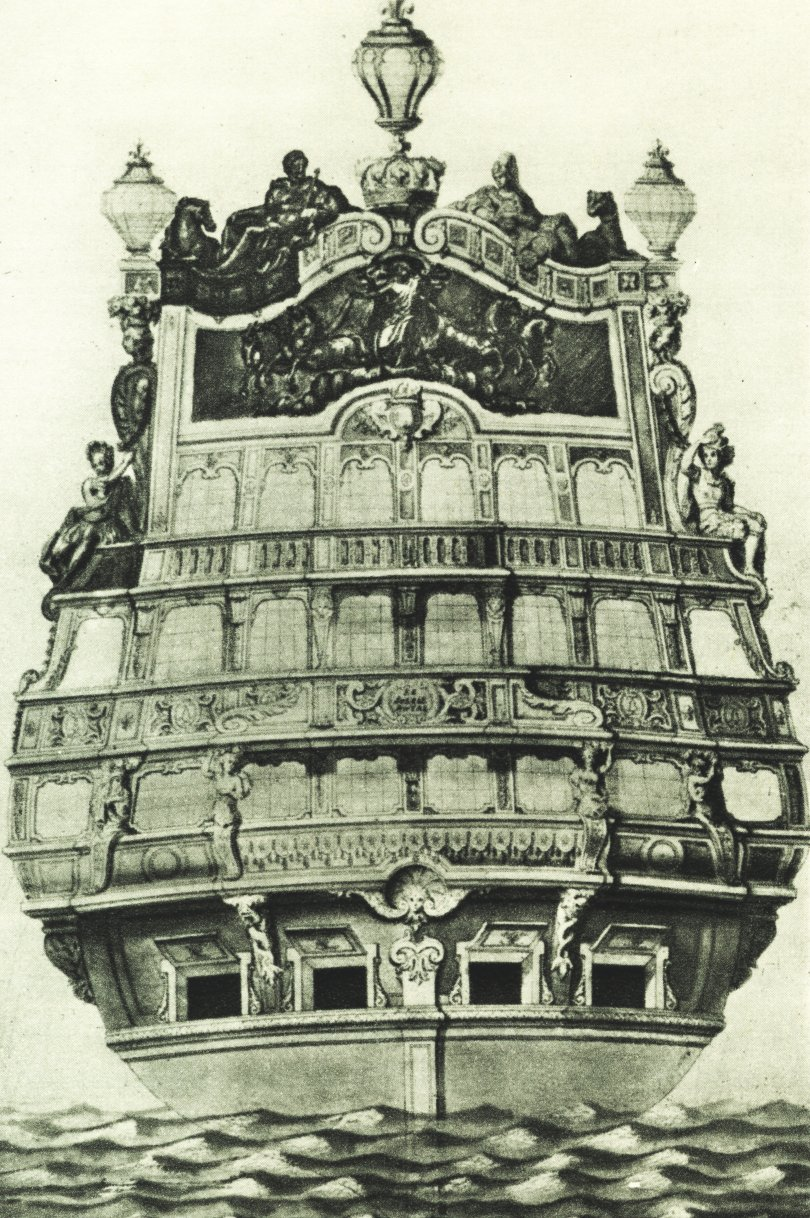
法国皇家太阳号（Soleil Royal）的船尾
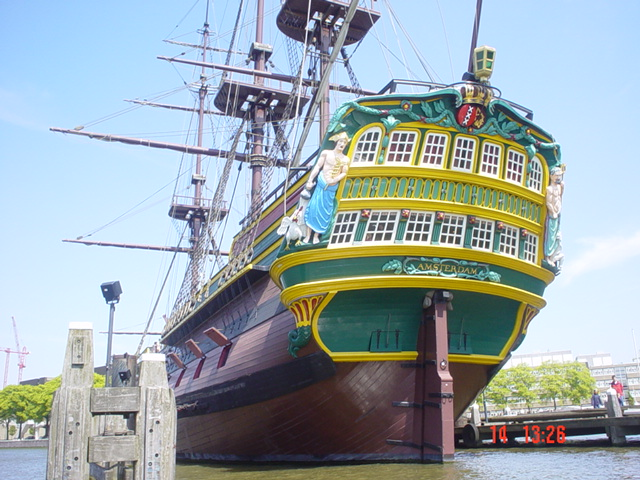
荷兰东印度公司的船只阿姆斯特丹号（方形船尾）
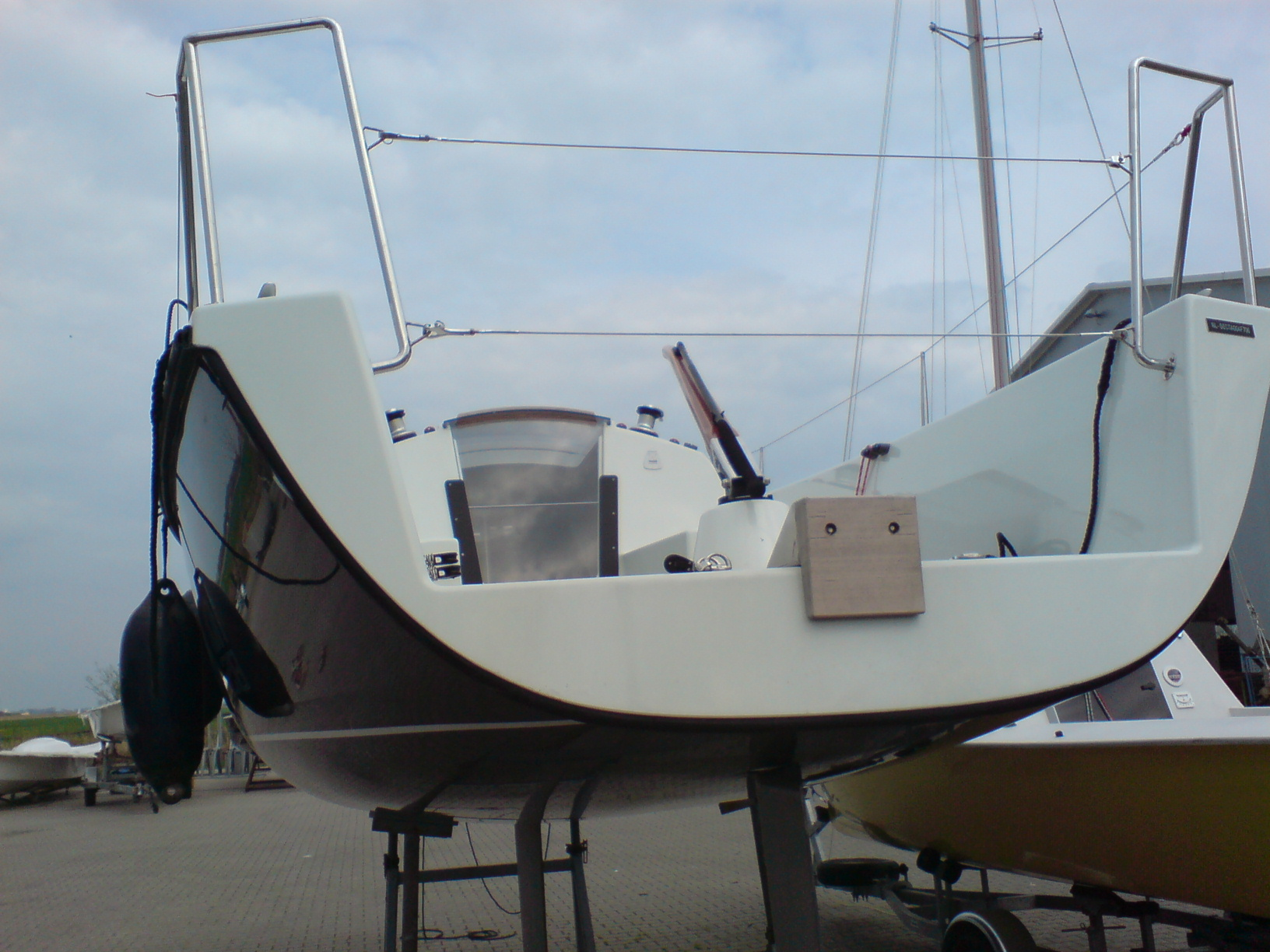
一艘现代帆船的船尾
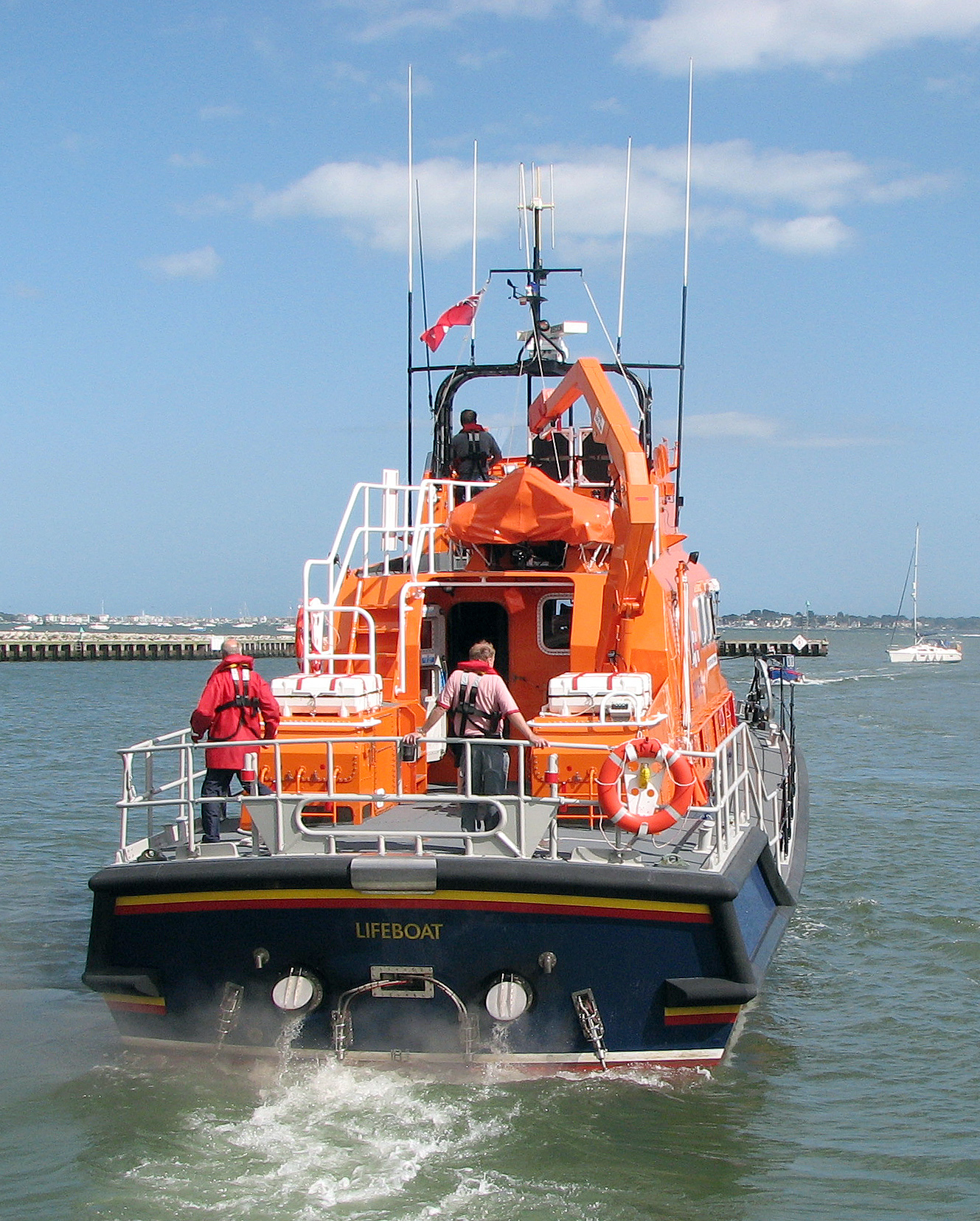
一艘英国7级救生艇的船尾
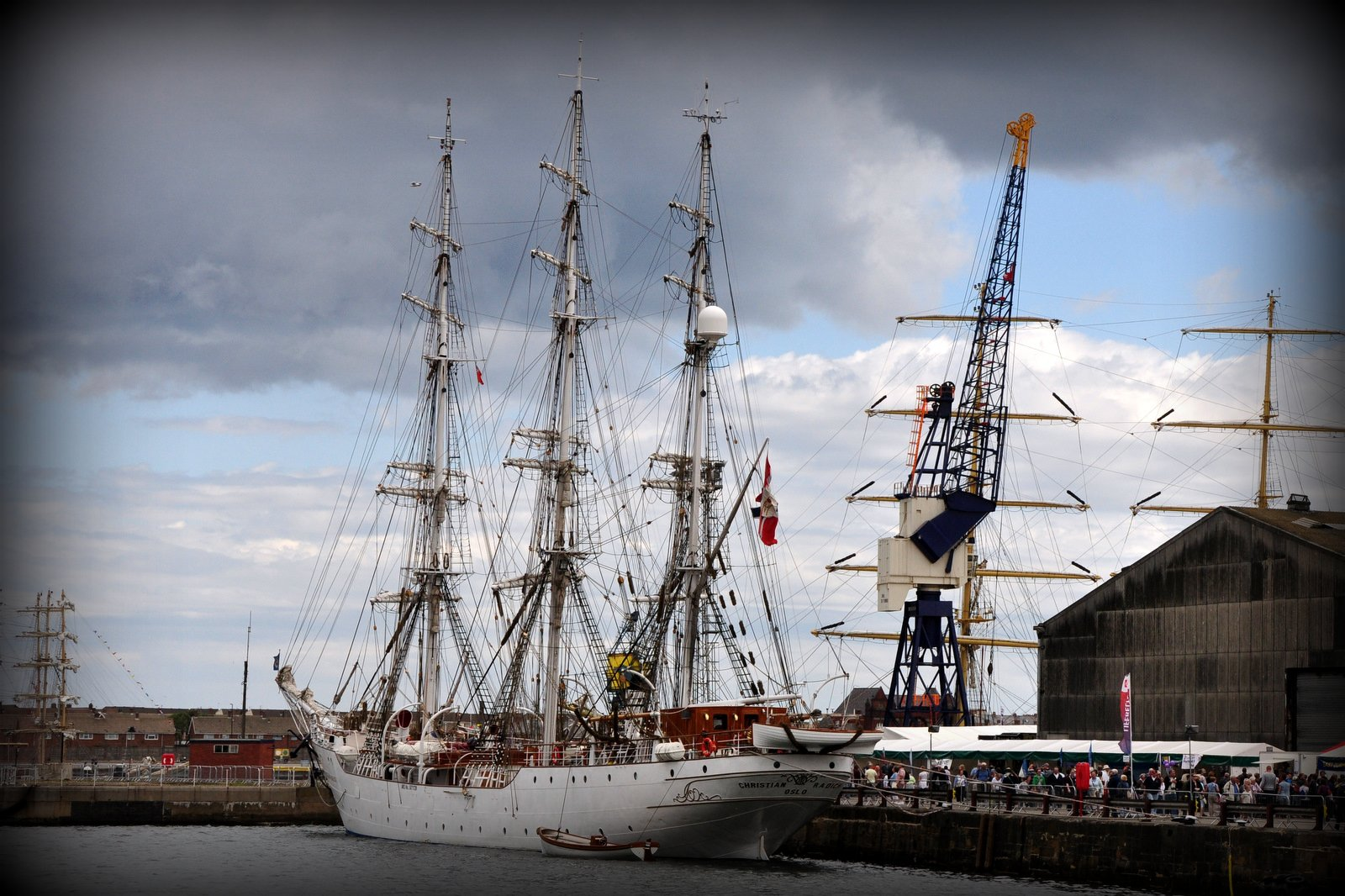
全帆装船克里斯蒂安拉迪奇号（Christian Radich）的椭圆船尾